# ماهی‌آباد (سیرجان)
ماهی‌آباد یک روستا در ایران است که در شهرستان سیرجان واقع شده‌است.